# Wea (Volk)

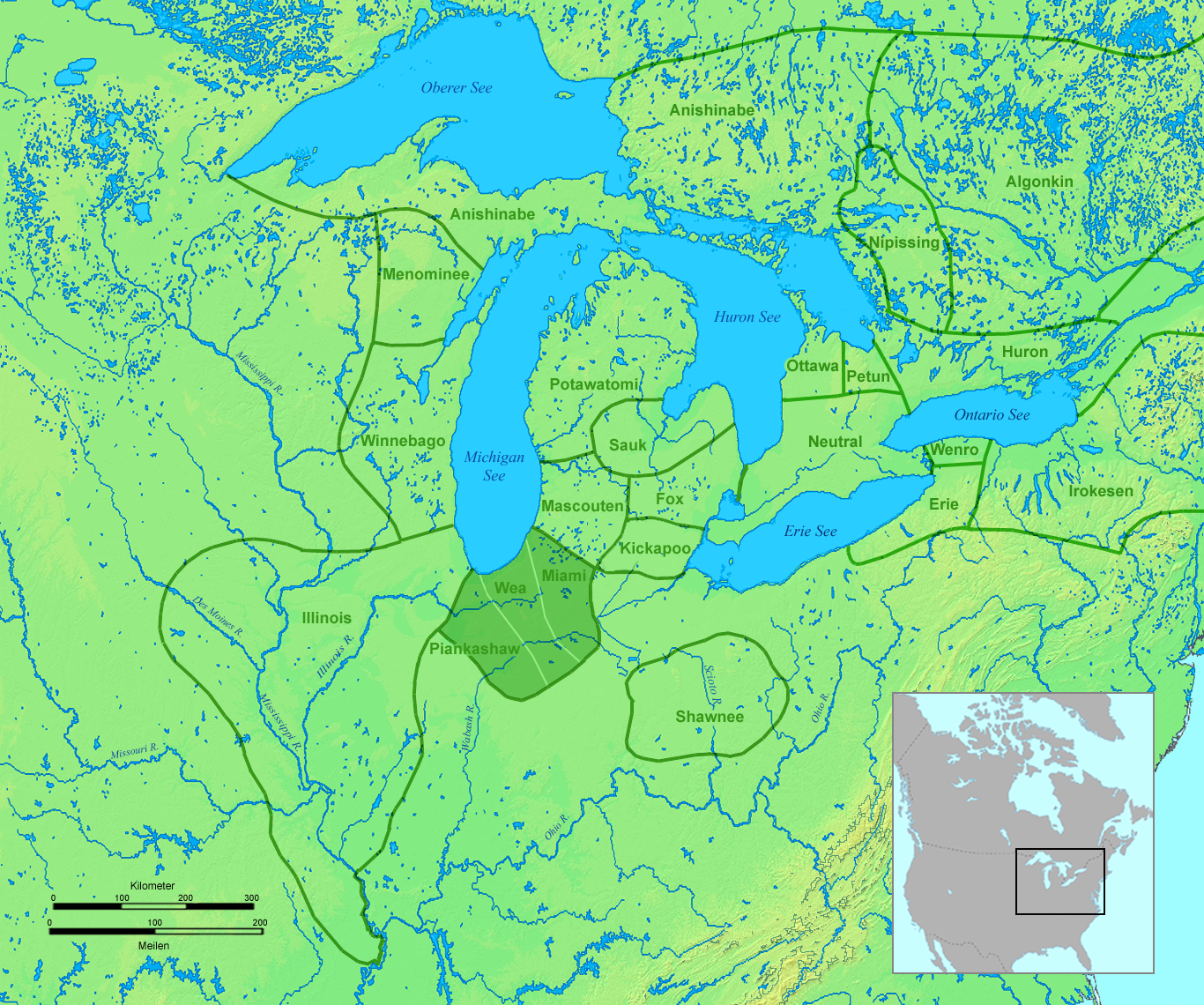
Wohn- und Jagdgebiet der Wea, Piankashaw und Miami vor 1700

Die Wea, eigentlich Waiatanwa, waren ein Indianerstamm, dessen traditionelles Wohn- und Jagdgebiet südlich des Michigansees und überwiegend im heutigen US-Bundesstaat Illinois lag. Sie waren eng mit den Piankashaw verwandt und gehörten mit fünf weiteren Stämmen zur Gruppe der Miami-Indianer. Die Wea sprachen einen Miami-Illinois-Dialekt, der zu den Algonkin-Sprachen gehört. Die Nachkommen der Wea sind heute überwiegend im bundesstaatlich anerkannten (engl. federal recognized) Stamm des Peoria Tribe of Indians of Oklahoma aufgegangen und leben in Oklahoma.

## Sprache und verwandte Gruppen
Der Miami-Illinois-Dialekt ist eng mit der Sprache der benachbarten Illinois verwandt und die genannten Stämme konnte sich gut untereinander verständigen. Französischen Aufzeichnungen aus dem 17. Jahrhundert zufolge gab es insgesamt sechs Miami-Stämme: Atchatchakangouen, Kilatika, Mengakonkia, Pepikokia, Piankashaw und Wea. Diese Gruppen wurden häufig kollektiv als Miami bezeichnet. Im frühen 18. Jahrhundert verloren eine Anzahl der Stämme ihre Identität, und schließlich blieben nur noch die eigentlichen Miami, die Piankashaw und die Wea übrig. Diese Stämme waren sich ihrer gemeinsamen Herkunft bewusst. Die Miami fühlten sich als die älteren Brüder der anderen Stämme, doch jeder von ihnen war vollständig unabhängig.

## Geschichte
In der zweiten Hälfte des 17. Jahrhunderts lebten die Wea gemeinsam mit anderen Miami-Stämmen in der Region am Südende des Michigansees. Das Gebiet erstreckte sich vom St. Joseph River über Indiana und Illinois bis zum Mississippi River. Obwohl sie manchmal als aufsässig beschrieben wurden, galten alle Miami-Stämme als Alliierte der Franzosen, solange die Bedrohung durch die Irokesen bestand. Die Wea waren allerdings zeitweilig mit den Irokesen alliiert, als diese ihre traditionellen Feinde, die Illinois-Stämme, angreifen wollten.
Das Bündnis der Wea mit den Irokesen war jedoch vorbei, als sie einigen Shawnee auf ihrem Territorium Zuflucht gewährten. Die Shawnee waren erbitterte Feinde der Irokesen. Um 1682 zogen die Wea in die Nähe von Fort Saint Louis am Illinois River. Inzwischen lebten dort rund 20.000 Algonkin, mit denen die Franzosen intensiven Handel betrieben. Die Seneca betrachteten diese Entwicklung mit Argwohn und kehrten 1684 mit einer Streitmacht zurück. Sie griffen zunächst Miami-Dörfer in Indiana an, um danach westwärts zu ziehen und Fort St. Louis zu erobern. Dort trafen sie auf die neue Allianz zwischen Miami, Illinois und Franzosen und verloren die Schlacht. Diese Niederlage gilt als der Wendepunkt in den Biberkriegen. Die Franzosen verstärkten danach ihre Forts und begannen, Waffen an die Algonkinstämme an den Großen Seen zu liefern sowie ein Bündnis gegen die Irokesen zu bilden.
Gleichzeitig mit dem King William’s War (1688–1697) zwischen England und Frankreich startete die Allianz ihre Offensive gegen die Irokesen. Diese hatten der Algonkin-Streitmacht wenig entgegenzusetzen und zogen sich bis in ihr Stammesland in New York zurück. Nachdem die Bedrohung durch die Irokesen gebannt war, kehrten die Miami um 1700 nach Indiana zurück und errichteten ihre Dörfer entlang des oberen Wabash Rivers und des Kankakee Rivers, während sich die Wea und Piankashaw am mittleren und unteren Wabash River niederließen. Im Großen Friedensvertrag von Montreal im Jahr 1701 zwischen den Irokesen, den Franzosen und 40 weiteren Stämmen wurden die 60 Jahre dauernden Biberkriege offiziell beendet. Nach mehreren vergeblichen Versuchen, die Umzüge der Miami-Stämme rückgängig zu machen, errichteten die Franzosen für jeden Stamm einen speziellen Handelsposten. Fort Miami am Standort des späteren Fort Wayne wurde für die Miami angelegt, während Ouiatanon bei Lafayette für die Wea und Kickapoo und Vincennes für die Piankashaw und Mascouten als Handelsposten diente.
Eine unbekannte Epidemie, möglicherweise Malaria, grassierte um 1714 im Einzugsbereich des oberen Mississippi River und verursachte einen heftigen Bevölkerungsrückgang bei den Wea, Miami und Illinois. Zahlreiche ältere Häuptlinge fanden den Tod und die jüngeren fühlten sich nicht mehr an die Verträge mit den Franzosen gebunden. Sie wandten sich den britischen Händlern zu, deren Waren im Ruf standen, besser und billiger als die Handelsgüter der Franzosen zu sein. 1747 gelang es englischen Händlern, eine Band der Miami von den Franzosen abzuwerben. Die Angehörigen zogen an den Great Miami River im südwestlichen Ohio. Innerhalb kurzer Zeit war die Siedlung stark angewachsen und stellte für die französischen Interessen eine Bedrohung dar. Die Franzosen in Detroit setzten eine Expedition in Marsch, die das Miami-Dorf zerstörte und die französische Vorherrschaft wieder herstellte.
Im Amerikanischen Unabhängigkeitskrieg (1776–1783) standen die Wea auf britischer Seite, denn ihnen war klar, dass ihr Land unwiederbringlich verloren war, wenn die Amerikaner siegen würden. Auch nach dem formalen Frieden von Paris (1783) zwischen Amerikanern und Briten spielten die Miami-Stämme noch zehn Jahre lang eine führende Rolle in der indianischen Koalition, die den Krieg gegen die Amerikaner weiterführte. In den ersten Jahren des Krieges gegen die Amerikaner war das Territorium der Wea weit genug vom Kriegsgeschehen entfernt, um als Rückzugsgebiet für die beteiligten Stämme zu dienen. Das galt besonders für die Shawnee und andere Stämme, deren Dörfer und Nahrungsvorräte zerstört worden waren. Gegen Ende des Krieges ereilte allerdings die Wea- und Miami-Dörfer dasselbe Schicksal. Unter ihrem Kriegshäuptling Little Turtle erreichten die Miami beachtliche Erfolge. 1780 besiegten sie eine Expedition unter Augustin de la Balme, die sie bei Fort Wayne in einen Hinterhalt lockten. Weitere Niederlagen brachten sie den Amerikanern 1790 unter Josiah Harmar und 1791 unter Arthur St. Clair bei. Die Siegesserie der indianischen Koalition endete 1794 mit der Niederlage gegen die Amerikaner in der Schlacht von Fallen Timbers und dem Vertrag von Greenville. Die Miami, Wea und weitere acht Stämme der Koalition akzeptierten die amerikanischen Bedingungen. Im Austausch für Waren im Werte von 20.000 US-Dollar, wie Decken, Werkzeuge und Haustiere, überließen die Indianer den Vereinigten Staaten große Teile des heutigen US-Bundesstaats Ohio. Die Wea widerstanden Tecumsehs Bestrebungen, eine neue Koalition gegen die Vereinigten Staaten zu bilden und blieben deshalb im Krieg von 1812 neutral.

## Zwangsumsiedlung und heutige Situation
Im 19. Jahrhundert schrumpfte die Mitgliederzahl aller drei Miami-Stämme stark. Dieser Rückgang begann bei den Piankashaw schon 1796. Auf amerikanischen Druck hin verkauften sie 1814 ihr Land und wurden nach Missouri umgesiedelt. Die Wea folgten ihnen zu Beginn der 1820er Jahre. Die Miami verkauften ebenfalls einen Teil ihres Landes, widersetzten sich aber zunächst einer Zwangsumsiedlung. Ihre Kultur verfiel und Bestrebungen zur Anpassung an die amerikanische Lebensweise scheiterten. Diese Tatsache führte teilweise zur wirtschaftlichen Ausbeutung durch die sie umgebenden amerikanischen Nachbarn. Für ihre traditionelle Lebensweise gab es keinen gleichwertigen Ersatz und wachsender Demoralisierung zufolge verfielen zahlreiche Wea dem Alkohol. 1846 wurde ein Teil des Stammes von der Armee nach Kansas zwangsweise umgesiedelt, wo ihre Bevölkerung weiterhin abnahm. Sie zogen schließlich ins nordwestliche Oklahoma und bildeten um 1870 eine Konföderation mit den Piankashaw und Peoria. Ein Teil der Wea blieb jedoch gemeinsam mit anderen Stammesangehörigen in Indiana zurück und wurde in den mit der US-Regierung abgeschlossenen Verträgen als Wabash Indians oder Wabash Konföderation bezeichnet.
Die Mehrzahl der Wea-Nachkommen lebt heute gemeinsam mit ehemaligen Angehörigen der Piankashaw, Kaskaskia und Peoria im bundesstaatlich anerkannten Stamm des Peoria Tribe of Indians of Oklahoma in Oklahoma. Im Jahr 2000 hatte dieser Stamm 2.639 Angehörige.